# ¡Podemos! (Croacia)
¡Podemos! – Plataforma Política (en croata: Možemo! – politička platforma) es un partido político verde de izquierda en Croacia formado por movimientos e iniciativas verdes y de izquierda locales para actuar a nivel nacional para el Parlamento Europeo y las elecciones parlamentarias.
Después de las elecciones locales de 2021 en Zagreb, se convirtieron en el partido político más grande en la Asamblea de Zagreb, obteniendo 23 escaños en total. Su candidato a la alcaldía, Tomislav Tomašević, obtuvo una victoria aplastante el 31 de mayo con 45% en primera vuelta y 63% en segunda además de 23 de 45 concejales.

## Historia
El partido surgió como un comité de iniciativa formado por activistas y políticos de izquierda, 26 de ellos, en su mayoría procedentes del partido ¡Zagreb es NUESTRO!, pero también incluye otros movimientos independientes en todo el país dentro del mismo espectro político e ideológico.

### Fundación
El partido se fundó oficialmente el 10 de febrero de 2019, antes de las elecciones al Parlamento Europeo celebradas ese año, y afirmó que sus principales áreas de interés eran una mejor educación, mejores políticas de salud, igualdad social y de género, apoyo a los inmigrantes y fuentes renovables y de energía y agricultura sostenible.
La asamblea fundacional definió que el partido no tiene un presidente oficial, sino dos coordinadores – entre los cuales fueron elegidos Sandra Benčić y Teodor Celakoski – que junto con otros cinco miembros del partido componen su Junta Directiva. Otros miembros destacados del comité de Iniciativa en ese momento, la mayoría de los cuales siguen activos, fueron Danijela Dolenec, Damir Bakić, Iskra Mandarić, Đuro Capor, Urša Raukar, Vilim Matula, Dario Juričan, Mima Simić, Ivo Špigel, Tomislav Tomašević y otros. 

### Elecciones de la UE de 2019
Los partidos ¡Podemos!, Nueva Izquierda y Desarrollo Sostenible de Croacia formaron una coalición el 28 de marzo de 2019 para las elecciones al Parlamento Europeo de 2019, donde se esperaba que obtuvieran un escaño. También manifestaron su apoyo al Nuevo Pacto Verde defendido por el Movimiento Democracia en Europa 2025 (DiEM25), y posteriormente fueron apoyados por Yanis Varoufakis. ¡Podemos! La coalición liderada por la coalición finalmente obtuvo el 1,79% del voto popular y 19.313 votos en total.

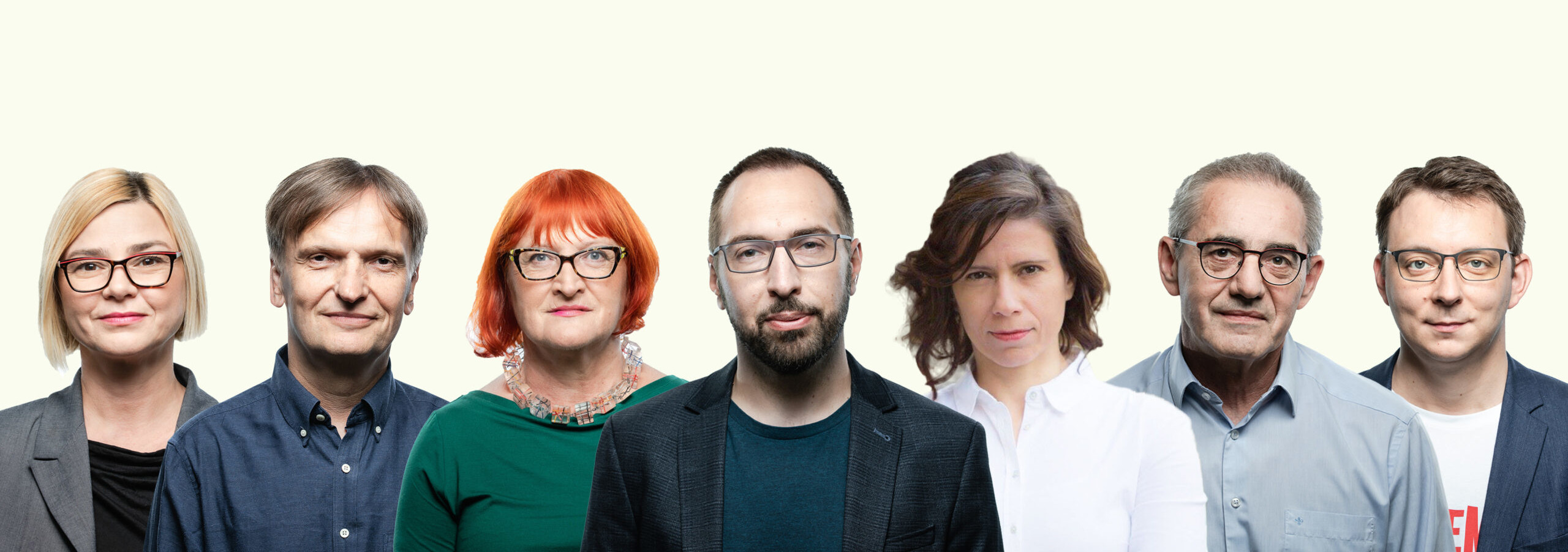
Los siete diputados de la Coalición Verde-Izquierda, incluidos cuatro de ¡Podemos!

### Elecciones parlamentarias de 2020
El exmiembro del SDP y posteriormente parlamentario independiente Bojan Glavašević se unió a la coalición de Izquierda-Verde para las elecciones parlamentarias de 2020 como primer candidato independiente. Mile Kekin, el líder de la banda de punk-rock Hladno pivo, se unió al partido durante este período, junto con su esposa, la psiquiatra Ivana Kekin. Más tarde, Mile fue el autor de la canción que se utilizó para las campañas del partido. Jane Fonda también les expresó su apoyo a la coalición en las elecciones. Durante estas elecciones, su popularidad en Zagreb aumentó espectacularmente.
Según los resultados, la coalición obtuvo alrededor del 7% de los votos y 7 escaños en el parlamento. Estos escaños fueron ocupados por Tomislav Tomašević, Sandra Benčić, Damir Bakić, Vilim Matula, Rada Borić (de Nueva Izquierda), Katarina Peović (del Frente de los Trabajadores) y Bojan Glavašević (como Independiente). En Dubrovnik lograron obtener el 9% del voto popular gracias a su cooperación con la plataforma local Srdj es una ciudad.

### Elecciones locales de Zagreb de 2021
En las elecciones locales de Zagreb de 2021 consiguieron el 40% del voto popular y 23 escaños en la Asamblea de la ciudad. El candidato de la plataforma a la alcaldía de Zagreb, Tomislav Tomašević, derrotó al candidato de derecha Miroslav Škoro en la segunda vuelta, por un margen del 64% al 34%.  

## Programa del partido
El partido se define a sí mismo como "una nueva plataforma política amplia y progresista que pretende reunir a votantes que van desde la izquierda radical, pasando por los verdes, hasta lasocialdemocracia". Los modelos de desarrollo propuestos buscan reducir las formas precarias de trabajo, fortalecer la democracia económica y fomentar los sindicatos, así como los derechos legales de los trabajadores en general.

## Historia electoral

### Parlamento de Croacia
| Año  | Votos (Coalición) | % de voto | Escaños | Cambios | Coalición       | Gobierno  |
| ---- | ----------------- | --------- | ------- | ------- | --------------- | --------- |
| 2020 | 116,480 (#5)      | 6.99%     | 4/151   | Nuevo   | Izquierda-Verde | Oposición |
| 2024 | 193,051 (#4)      | 9.10%     | 10/151  | 6       | Ninguna         | Oposición |

### Parlamento Europeo
| Año  | Votos (Coalición) | % de voto | Escaños | Cambios | Coalición       | Afiliación |
| ---- | ----------------- | --------- | ------- | ------- | --------------- | ---------- |
| 2019 | 19,313            | 1.79%     | 0/12    | Nuevo   | Izquierda-Verde | GUE–NGL    |
| 2024 | TBD               | TBD       | 0/12    | TBD     | None            | G/EFA      |

### Asamblea de Zagreb
| Año  | Votos (Coalición) | % de voto | Escaños | Cambios | Coalición       | Gobierno |
| ---- | ----------------- | --------- | ------- | ------- | --------------- | -------- |
| 2021 | 130,850           | 40.83%    | 19/47   | 16      | Izquierda-Verde | Gobierno |